# SAMSN1
SAMSN1 (англ. SAM domain, SH3 domain and nuclear localization signals 1) – білок, який кодується однойменним геном, розташованим у людей на довгому плечі 21-ї хромосоми. Довжина поліпептидного ланцюга білка становить 373 амінокислот, а молекулярна маса — 41 708.
| 10         |  | 20         |  | 30         |  | 40         |  | 50         |
| ---------- |  | ---------- |  | ---------- |  | ---------- |  | ---------- |
| MLKRKPSNVS |  | EKEKHQKPKR |  | SSSFGNFDRF |  | RNNSLSKPDD |  | STEAHEGDPT |
| NGSGEQSKTS |  | NNGGGLGKKM |  | RAISWTMKKK |  | VGKKYIKALS |  | EEKDEEDGEN |
| AHPYRNSDPV |  | IGTHTEKVSL |  | KASDSMDSLY |  | SGQSSSSGIT |  | SCSDGTSNRD |
| SFRLDDDGPY |  | SGPFCGRARV |  | HTDFTPSPYD |  | TDSLKIKKGD |  | IIDIICKTPM |
| GMWTGMLNNK |  | VGNFKFIYVD |  | VISEEEAAPK |  | KIKANRRSNS |  | KKSKTLQEFL |
| ERIHLQEYTS |  | TLLLNGYETL |  | EDLKDIKESH |  | LIELNIENPD |  | DRRRLLSAAE |
| NFLEEEIIQE |  | QENEPEPLSL |  | SSDISLNKSQ |  | LDDCPRDSGC |  | YISSGNSDNG |
| KEDLESENLS |  | DMVHKIIITE |  | PSD        |  |            |  |            |

A: Аланін

C: Цистеїн

D: Аспарагінова кислота

E: Глутамінова кислота

F: Фенілаланін

G: Гліцин

H: Гістидин

I: Ізолейцин

K: Лізин

L: Лейцин

M: Метіонін

N: Аспарагін

P: Пролін

Q: Глутамін

R: Аргінін

S: Серин

T: Треонін

V: Валін

W: Триптофан

Кодований геном білок за функцією належить до фосфопротеїнів. 
Задіяний у такому біологічному процесі, як альтернативний сплайсинг. 
Локалізований у цитоплазмі, ядрі, клітинних відростках.